# Пыжовы
Пыжовы (Пыжевы) — древний дворянский род, из московских бояр.
Род внесён в Бархатную книгу. При подаче документов (01 февраля 1686), для внесения рода в Бархатную книгу,  была подана совместная родословная роспись однородцев: Белкиных, Отяевых, Пыжовых и Шафровых.
Род внесён в VI часть родословной книги Тверской губернии.

## Происхождение и история рода
Предок рода Аманд Буссавол "муж дивен, честью маркграф", выехал в Москву из Цесарии (1267) и принял святое крещение с именем Василий. Его сын Иван Васильевич Босоволков, внук Герасим Иванович и правнук Пётр Герасимович Босоволков-Отяев - наместники московские. Алексей Петрович прозванием Хвост - московский боярин, у которого был внук  Фёдор Васильевич Хвостов по прозвищу Пыж (VII колено), является родоначальником Пыжовых.  Иван Александрович воевода в Казанском походе (1544), а Фёдор Александрович воевода в походах: Казанском (1544), Шведском (1549) и Полоцком (1551). Василий Яковлевич, при Иване Грозном воевода в Сыренске, Красном и Юрьеве. Степан и Фёдор Яковлевичи подписались под приговором Земской думы о войне с Польшей (02 июля 1566).

## Описание герба
В щите, имеющем голубое поле, крестообразно означены золотой ключ и шпага и на них находится столб с дворянской на поверхности его короной, поставленный на земле (изм. польский герб Першхала), а по сторонам ключа и шпаги две золотых звезды.
Щит увенчан дворянскими шлемом и короной. Нашлемник: три страусовых пера. Намёт на щите голубой, подложенный золотом. Герб рода Пыжевых внесён в Часть 9 Общего гербовника дворянских родов Всероссийской империи, стр. 93.

## Известные представители
- Пыжов Клементий Ильин — московский дворянин (1629—1677).
- Пыжов Кондратий Аристович — московский дворянин (1636—1640).
- Пыжов Леонтий Ильин — московский дворянин (1640—1658).
- Пыжов Потап Клементьевич прозвище Богдан, (1639—1703) — русский государственный и военный деятель XVII века.
- Пыжов Богдан Клементьевич — стряпчий (1662—1668), стольник (1686—1692), воевода в Кайгородке (1682).
- Пыжов Кондратий Клементьевич — московский дворянин (1676—1692), воевода в Устюжне-Железнопольской (1680—1681).
- Пыжов Иван Богданович — стольник царицы Прасковьи Фёдоровны (1686), стольник (1687—1692).
- Пыжов Михаил Яковлевич — стольник (1686).
- Пыжов Фёдор Кондратьевич — стольник царицы Евдокии Фёдоровны (1692)[4][5].
- Киприан (1904—2001) — архимандрит РПЦЗ, иконописец и художник.